# Krigia
 Krigia  Schreb., 1791 è un genere di piante angiosperme dicotiledoni della famiglia delle Asteraceae.

## Etimologia
Il nome scientifico del genere è stato definito dal botanico Johann Christian Daniel von Schreber (1739 - 1810) nella pubblicazione "Genera Plantarum Eorumque Characteres Naturales Secundum Numerum, Figuram, Situm, & Proportionem Omnium Fructificationis Partium. (Ed. 8[a]). Frankfurt am Main" ( Gen. Pl., ed. 8[a]. 532) del 1791.

## Descrizione

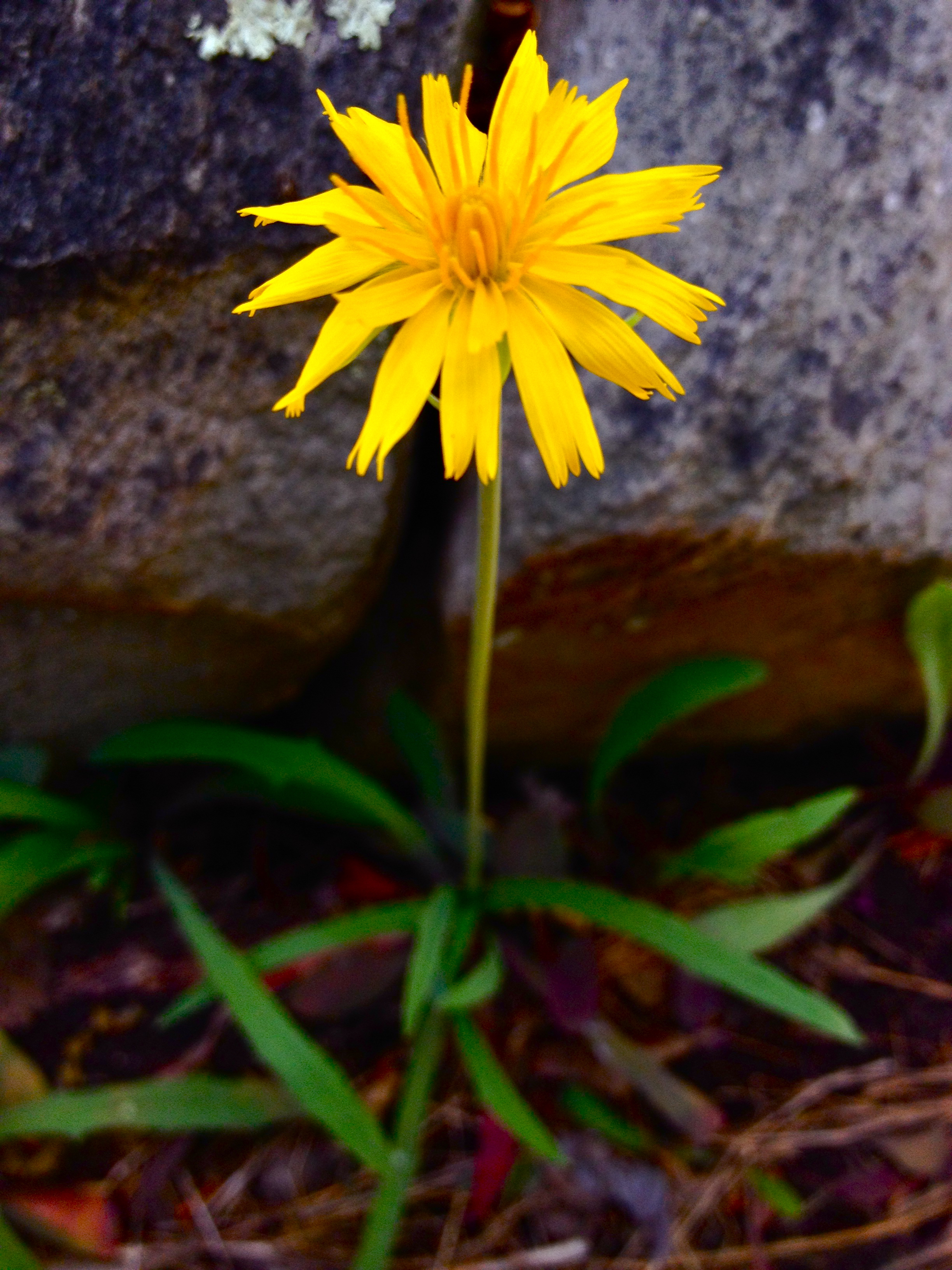
Il portamento
Krigia dandelion

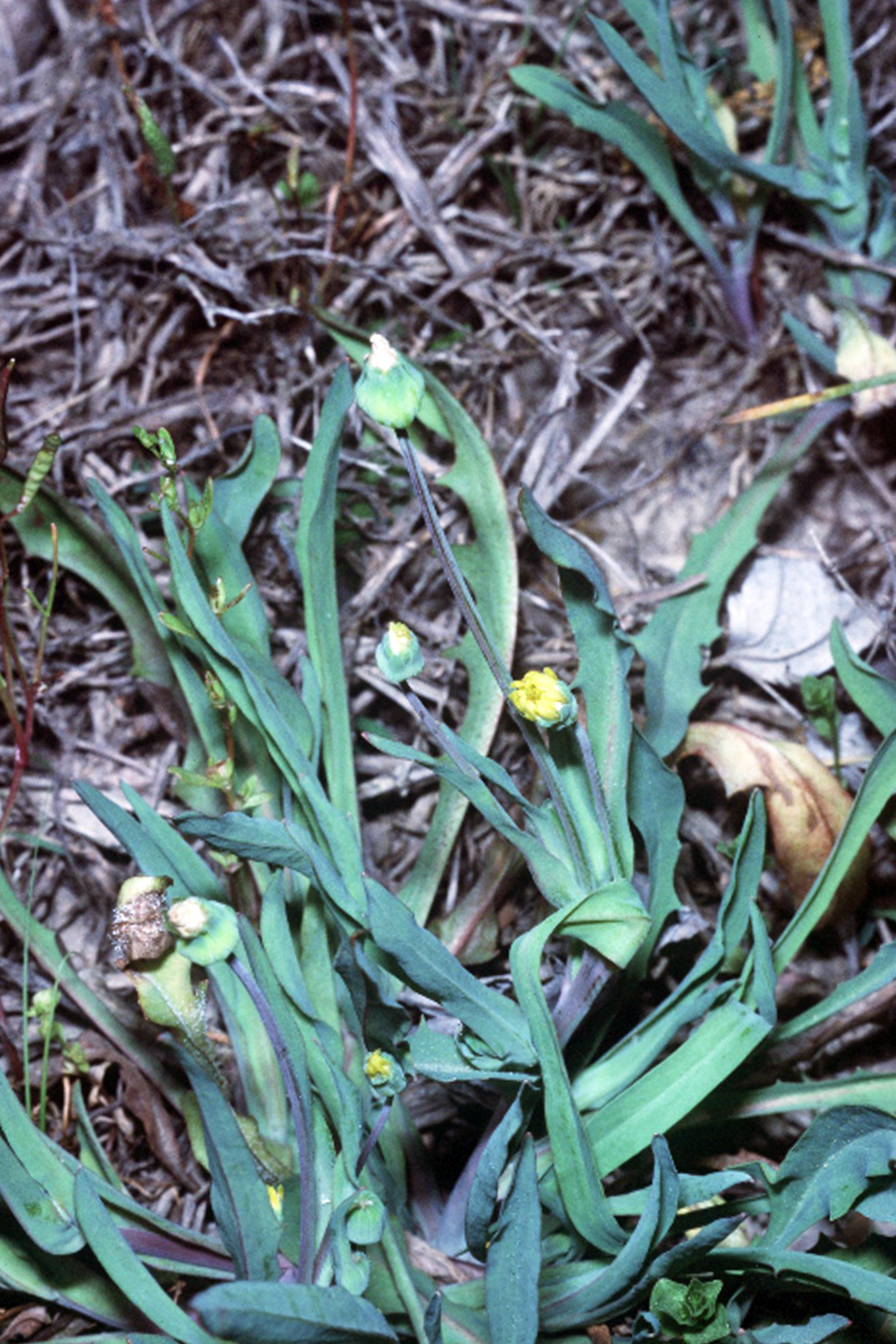
Le foglie
Krigia cespitosa

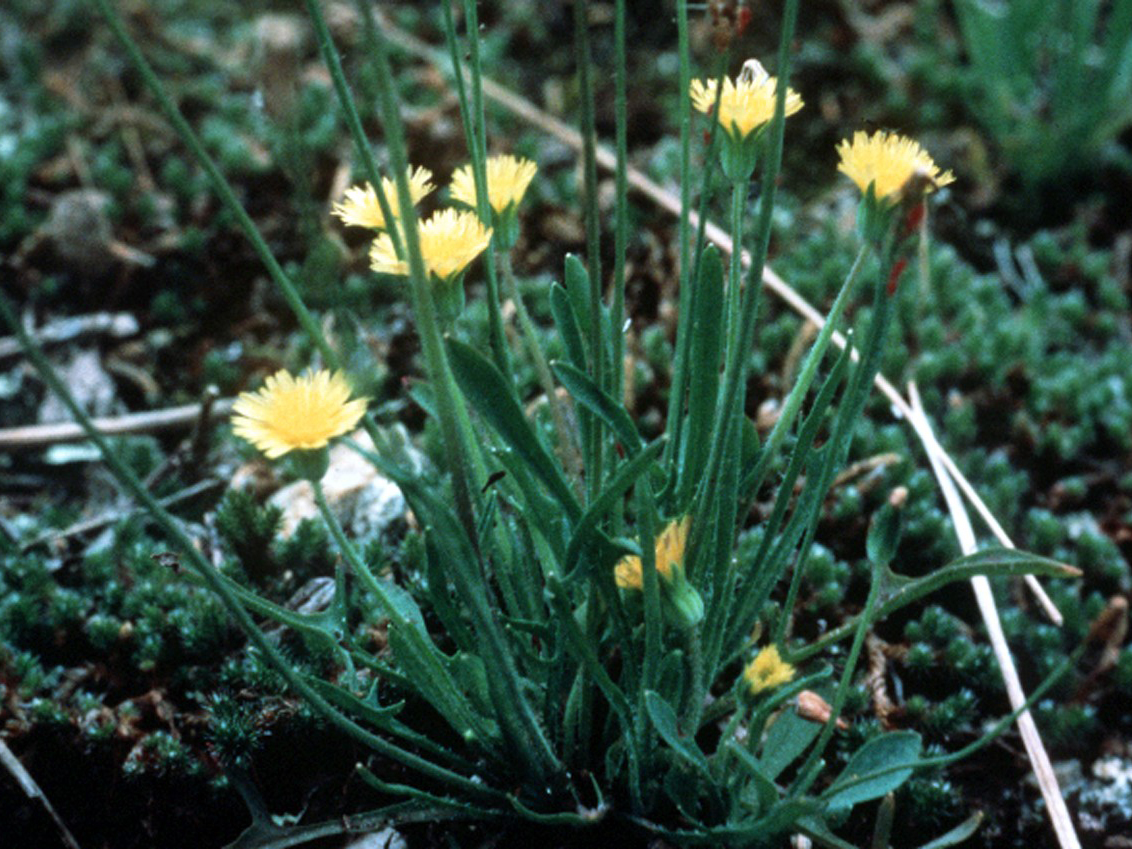
Infiorescenza
Krigia virginica

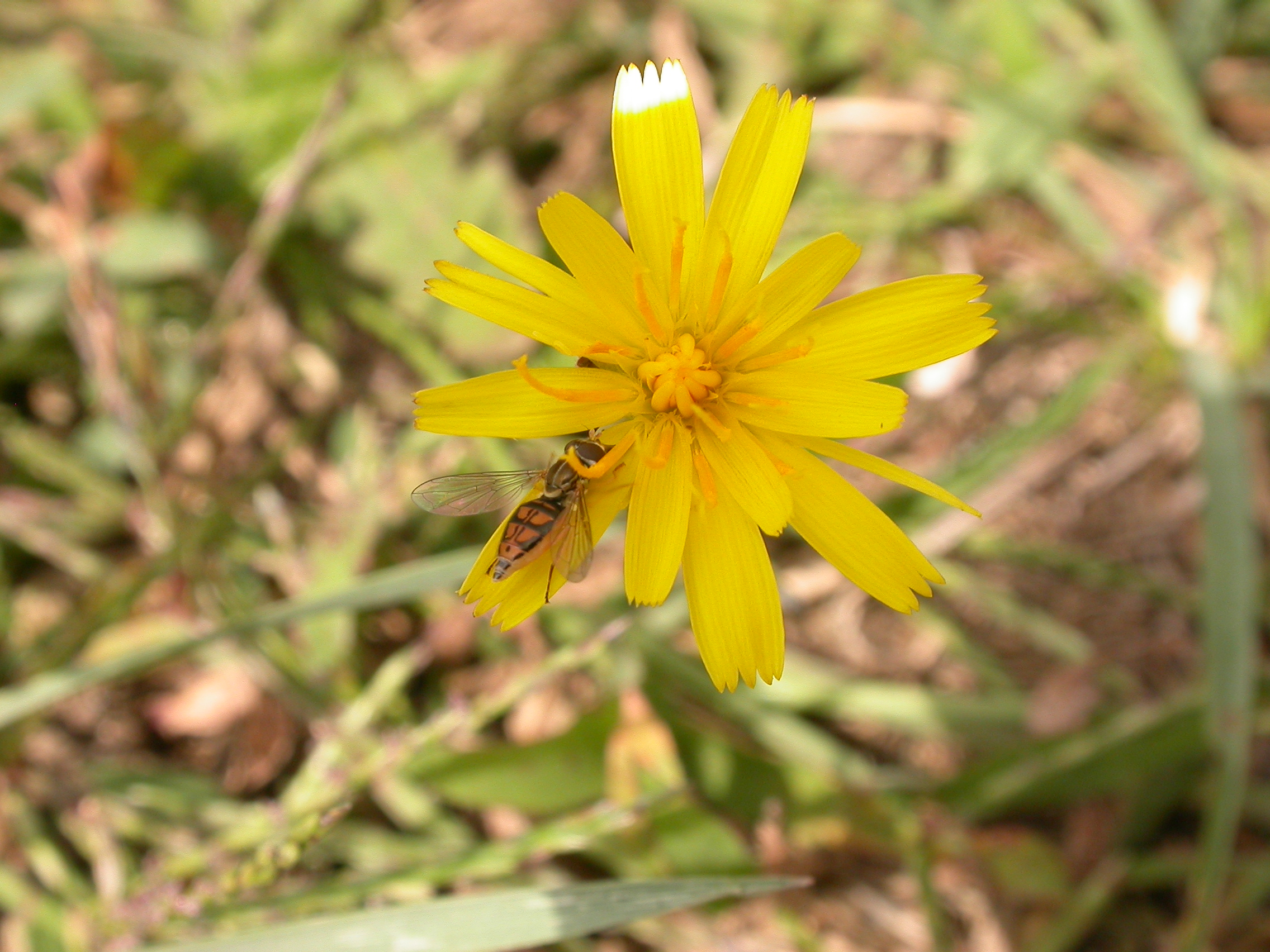
I fiori
Krigia biflora

Habitus. Le specie di questo genere, con cicli biologici annuali o perenni, sono piante non molto alte. Tutte le specie del gruppo sono provviste di bianco latice.
Fusto. I fusti (da 1 a 50 per pianta), in genere eretti e ascendenti, sono di solito solitari e mediamente ramificati. La pubescenza è assente oppure scarsa (distalmente possono essere presenti dei peli ghiandolari). Le radici in genere sono di tipo fittonante o tuberoso (tuberi globosi). Altezza media delle piante: 3 – 75 cm.
Foglie. Sono presenti solamente foglie formanti delle rosette basali con disposizione alterna (le foglie cauline sono rare). Le lamine sono glabre o pelose, picciolate o sessili, intere o pennate (con lobi). Il contorno varia da lineare a lanceolato, oppure ovato o oblungo. I margini sono interi o dentati (i denti sono sparsi o ampiamente distanziati) con forme triangolari.
Infiorescenza. L'infiorescenza è composta da uno o più capolini terminali (le sinflorescenze possono essere solitarie o a grappolo o di tipo panicato). I capolini, solamente di tipo ligulifloro, sono formati da un involucro composto da diverse brattee (o squame) all'interno delle quali un ricettacolo fa da base ai fiori ligulati. L'involucro ha una forma da campanulata o coppoide (o anche turbinata) ed è formato da alcune serie di brattee. Le brattee (da 5 a 18) hanno delle forme da strettamente lanceolate a oblungo-ovate con margini sottili e pallidi. Il ricettacolo, alla base dei fiori, è nudo (senza pagliette) e un poco convesso. Diametro dell'involucro: 2 – 12 mm.
Fiori. I fiori (da 6 a 60 per capolino), tutti ligulati, sono tetra-ciclici (ossia sono presenti 4 verticilli: calice – corolla – androceo – gineceo) e pentameri (ogni verticillo ha in genere 5 elementi). I fiori sono ermafroditi, fertili e zigomorfi.
- Formula fiorale:

*/x K {\displaystyle \infty }, [C (5), A (5)], G 2 (infero), achenio
- Calice: i sepali del calice sono ridotti ad una coroncina di squame.
- Corolla: le corolle sono formate da un tubo e da una ligula terminante con 5 denti; il colore è giallo o aranciato o tonalità intermedie.
- Androceo: gli stami sono 5 con filamenti liberi e distinti, mentre le antere sono saldate in un manicotto (o tubo) circondante lo stilo.[12] Le antere sono codate e allungate con una appendice apicale; i filamenti sono lisci. Il polline è tricolporato e di colore arancio.[13]
- Gineceo: lo stilo è filiforme. Gli stigmi dello stilo sono due divergenti, corti, smussati e ricurvi con la superficie stigmatica posizionata internamente (vicino alla base).[14] L'ovario è infero uniloculare formato da 2 carpelli.

Frutti. I frutti sono degli acheni con pappo. Gli acheni, colorati da bruno a bruno-rossastro, hanno una forma da oblunga a obovoide-obconica con apice troncato e privi di becco (non sono compressi); in alcuni casi gli acheni sono provvisti di 5 - 10 - 20 coste longitudinali o nervature. Il pappo è dimorfico: all'interno sono presenti delle lunghe setole (da 5 a 45), all'esterno delle brevi scaglie (fino a 10). Raramente il pappo è assente.

## Biologia
- Impollinazione: l'impollinazione avviene tramite insetti (impollinazione entomogama tramite farfalle diurne e notturne).
- Riproduzione: la fecondazione avviene fondamentalmente tramite l'impollinazione dei fiori (vedi sopra).
- Dispersione: i semi (gli acheni) cadendo a terra sono successivamente dispersi soprattutto da insetti tipo formiche (disseminazione mirmecoria). In questo tipo di piante avviene anche un altro tipo di dispersione: zoocoria. Infatti gli uncini delle brattee dell'involucro (se presenti) si agganciano ai peli degli animali di passaggio disperdendo così anche su lunghe distanze i semi della pianta.

## Distribuzione e habitat
La distribuzione è unicamente Americana (lungo la costa atlantica, dal Canada meridionale al Messico settentrionale).

## Tassonomia
La famiglia di appartenenza di questa voce (Asteraceae o Compositae, nomen conservandum) probabilmente originaria del Sud America, è la più numerosa del mondo vegetale, comprende oltre 23.000 specie distribuite su 1.535 generi, oppure 22.750 specie e 1.530 generi secondo altre fonti (una delle checklist più aggiornata elenca fino a 1.679 generi). La famiglia attualmente (2021) è divisa in 16 sottofamiglie.

### Filogenesi
Il genere di questa voce appartiene alla sottotribù Microseridinae della tribù Cichorieae (unica tribù della sottofamiglia Cichorioideae). In base ai dati filogenetici la sottofamiglia Cichorioideae è il terz'ultimo gruppo che si è separato dal nucleo delle Asteraceae (gli ultimi due sono Corymbioideae e Asteroideae). La sottotribù Microseridinae fa parte del "quinto" clade della tribù; in questo clade insieme alla sottotribù Cichoriinae forma un "gruppo fratello".
I seguenti caratteri sono distintivi per la sottotribù:
- il polline è colorato di arancio;
- la distribuzione è relativa al Nuovo Mondo.

Il genere di questa voce, nell'ambito filogenetico della sottotribù, occupa una posizione vicina ai generi Marshalljohnstonia e Pinaropappus (insieme formano un clade filogenetico). Alcuni Autori, considerando l'estensione della sottotribù, l'hanno suddivisa in 8 entità (o alleanze) informali. Il genere di questa voce è stato associato al gruppo Alleanza Krigia, formata dal solo genere di questa voce.
Ricerche di tipo filogenetico hanno dimostrato che il genere comprende due distinti lignaggi (classificati al rango di sezione):
- Krigia sect. Cymbia Torr. & A. Gray, 1843 (K. cespitosa - K. occidentalis - K. wrightii).
- Krigia sect. Krigia (K. biflora - K. dandelion - K. montana - K. virginica).

Nota: la specie  Krigia x shinnersiana, ancora incerta nella collocazione tassonomica, è descritta all'interno della sezione Krigia.
I caratteri distintivi per le specie di questo genere sono:
- i fusti floreali sono ramificati;
- il pappo è dimorfico: all'interno sono presenti delle lunghe setole, all'esterno delle brevi scaglie.

Il numero cromosomico della specie è: 2n = 8, 10, 12 e 18 (specie diploidi, triploidi, tetraploidi, esaploidi e dodecaploidi).

### Elenco delle specie
Questo genere ha 7 specie:
- Krigia biflora (Walter) S.F.Blake
- Krigia cespitosa  (Raf.) K.L.Chambers
- Krigia dandelion  Nutt.
- Krigia montana  Nutt.
- Krigia occidentalis  Nutt.
- Krigia virginica  (L.) Willd.
- Krigia wrightii  (A.Gray) K.J.Kim

### Sinonimi
Sono elencati alcuni sinonimi per questa entità:
- Adopogon Neck. ex Kuntze
- Apogon  Elliott
- Cymbia  Standl.
- Cynthia  D.Don
- Laxanon  Raf.
- Luthera  Sch.Bip.
- Serinia  Raf.
- Troximon  Gaertn.